# Richard Chew
Richard Chew (Los Angeles, 28 de junho de 1940) é um editor estadunidense. Venceu o Oscar de melhor montagem na edição de 1978 por Star Wars, ao lado de Paul Hirsch e Marcia Lucas.